# Podział administracyjny Irlandii

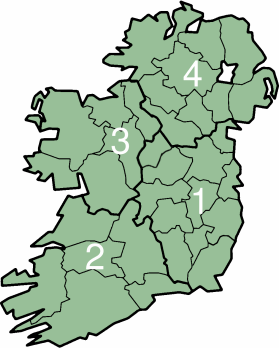
Prowincje Irlandii.

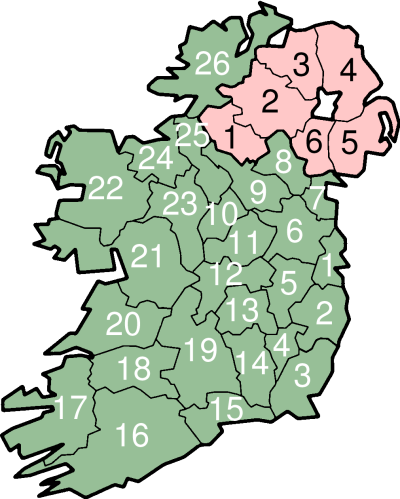
Hrabstwa Irlandii (na zielono) oraz Irlandii Północnej (na różowo).

Od końca XVI w. wyspa Irlandia tradycyjnie dzielona była na 4 historyczne prowincje, a te z kolei dzielono na 32 hrabstwa. Dwa historyczne hrabstwa: Desmond oraz Coleraine obecnie nie istnieją, a niektóre inne zmieniły nazwy bądź granice.
Po podziale Irlandii w 1921 r., nowo powstałe państwo irlandzkie objęło 26 hrabstw, a 6 pozostałych znalazło się w granicach Irlandii Północnej. Pomimo późniejszych zmian administracyjnych, podział na 26 hrabstw wciąż funkcjonuje dla celów pocztowych oraz w kontekstach sportowych i kulturowych.

## Prowincje (Cúigí)
1. Leinster
2. Munster
3. Connacht
4. Ulster

## Hrabstwa i ich stolice
Aktualny podział administracyjny:
1. Dublin (tradycyjne) – Dublin
  1. Dún Laoghaire-Rathdown – Dún Laoghaire
  2. Fingal – Swords
  3. Dublin Południowy – Tallaght
2. Wicklow – Wicklow
3. Wexford – Wexford
4. Carlow – Carlow
5. Kildare – Naas
6. Meath – Navan
7. Louth – Dundalk
8. Monaghan – Monaghan
9. Cavan – Cavan
10. Longford – Longford
11. Westmeath – Mullingar
12. Offaly – Tullamore
13. Laois – Portlaoise
14. Kilkenny – Kilkenny
15. Waterford – Waterford
16. Cork – Cork
17. Kerry – Tralee
18. Limerick – Limerick
19. Tipperary – Nenagh/Clonmel
20. Clare – Ennis
21. Galway – Galway
22. Mayo – Castlebar
23. Roscommon – Roscommon
24. Sligo – Sligo
25. Leitrim – Carrick-on-Shannon
26. Donegal – Lifford

### Hrabstwa w Irlandii Północnej
Sześć tradycyjnych hrabstw znajduje się obecnie w Zjednoczonym Królestwie Wielkiej Brytanii i Irlandii Północnej:
1. Fermanagh – Enniskillen
2. Tyrone – Omagh
3. Londonderry – Derry/Londonderry
4. Antrim – Antrim
5. Down – Downpatrick
6. Armagh – Armagh